# Abfaltersbach (Tirol)
Abfaltersbach este o localitate din Tirol cu o populație de 644 de locuitori.